# 하쓰시마정
하쓰시마정(初島町)은 와카야마현 가이소군에 있던 정이다. 

## 역사
- 1889년 4월 1일 - 정촌제 시행에 의해 아마군 하지가미촌(椒村)이 성립하였다.
- 1896년 4월 1일 - 아마군, 나구사군과 합병해 가이소군이 되었다.
- 1953년 1월 1일 - 정으로 승격・개칭해 하쓰시마정이 되었다.
- 1962년 8월 1일 - 아리다시에 편입해, 동일 가다정은 폐지되었다.

## 교통

### 철도
- 일본국유철도
  - 기세이 본선

## 참고문헌
- 角川日本地名大辞典 30 和歌山県